# 京都府道607号天の橋立線
京都府道607号天の橋立線（きょうとふどう607ごう あまのはしだてせん）は、京都府宮津市を通る一般府道である。全線が日本の道100選に選定されている。

## 概要
宮津市字文珠から宮津市字大垣に至る。
丹後天橋立大江山国定公園にあり、日本を代表する景勝地のひとつで日本三景に数えられる天橋立を渡る路線である。天橋立の中では、周辺の松並木の中に砂利道が続いており、文珠地区と大垣・江尻地区（府中地区）まで延長3.2 km、幅員3.5 - 5.5 mの自然の道である。主に散策路や通学路として利用されるが、125 cc以下の二輪および自転車を除き一般車両は通行できない。

### 路線データ
- 起点：宮津市字文殊（京都府道・兵庫県道2号宮津養父線交点）
- 終点：宮津市字大垣（大垣108[3]、国道178号交点）
- 総延長：3.2066 km[1]

## 歴史
本路線は、道路法（昭和27年法律第180号）第7条の規定に基づき、一般府道として1959年（昭和34年）に京都府が1次認定した路線の1つである。その後は起終点や経路の大幅な変更もなく現在に至る。

### 年表
- 1959年（昭和34年）12月18日 - 京都府が一般府道228号天の橋立線として認定[4]。
- 1987年（昭和62年）8月10日 - 府道天の橋立線として「日本の道100選」に選定され、建設大臣から顕彰される[5]。
- 1994年（平成6年）4月1日 - 京都府が路線番号を再編（路線認定の一部改正）し、府道607号に変更される[6]。

## 路線状況
自動車が通行できるのは起点と終点のわずかな距離である。智恩寺門前を右に折れると自転車歩行者専用道路（原付可）として整備されており、天橋立の砂州を成す区間では、周囲の環境に合わせて砂利道としている。

### 道路施設

#### 橋梁
- 小天橋（宮津市）

内海（阿蘇海）と宮津湾をつなぐ天橋立運河（文殊水道）に架かる可動橋。船舶の往来を目的として、中央の橋脚を軸に橋桁を90度回転させる珍しい機構を持ち、その特徴から廻旋橋の通称で親しまれる天橋立観光名所の1つとなっている。
- 大天橋（宮津市）

## 地理

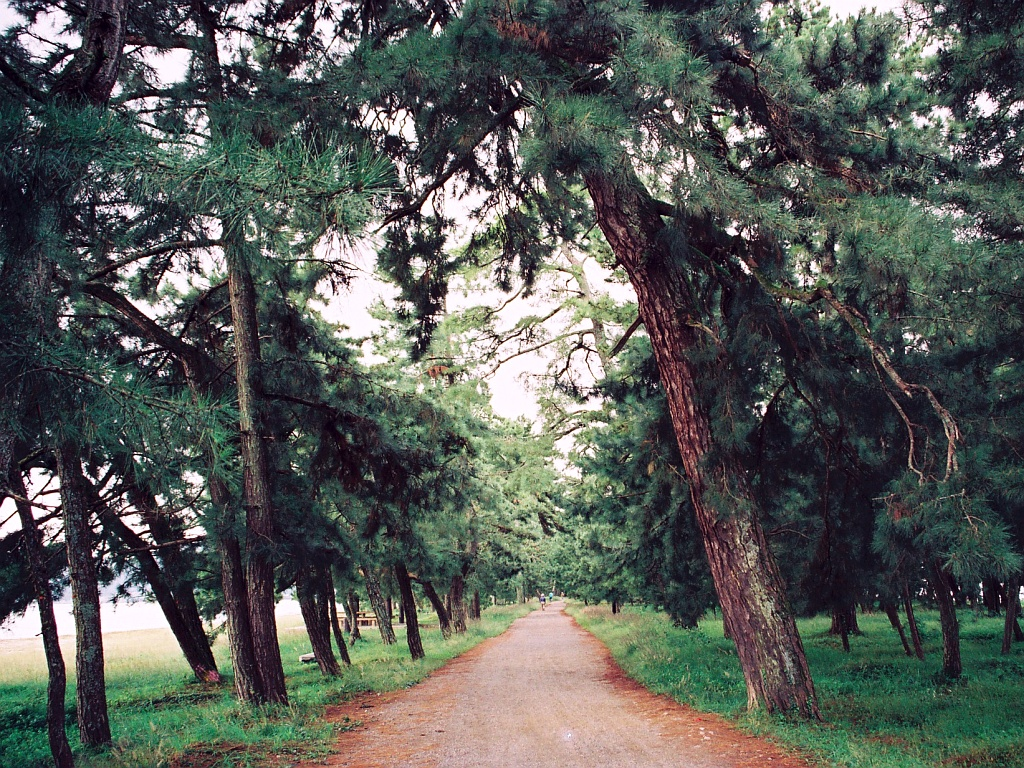
天橋立の砂州を成す区間

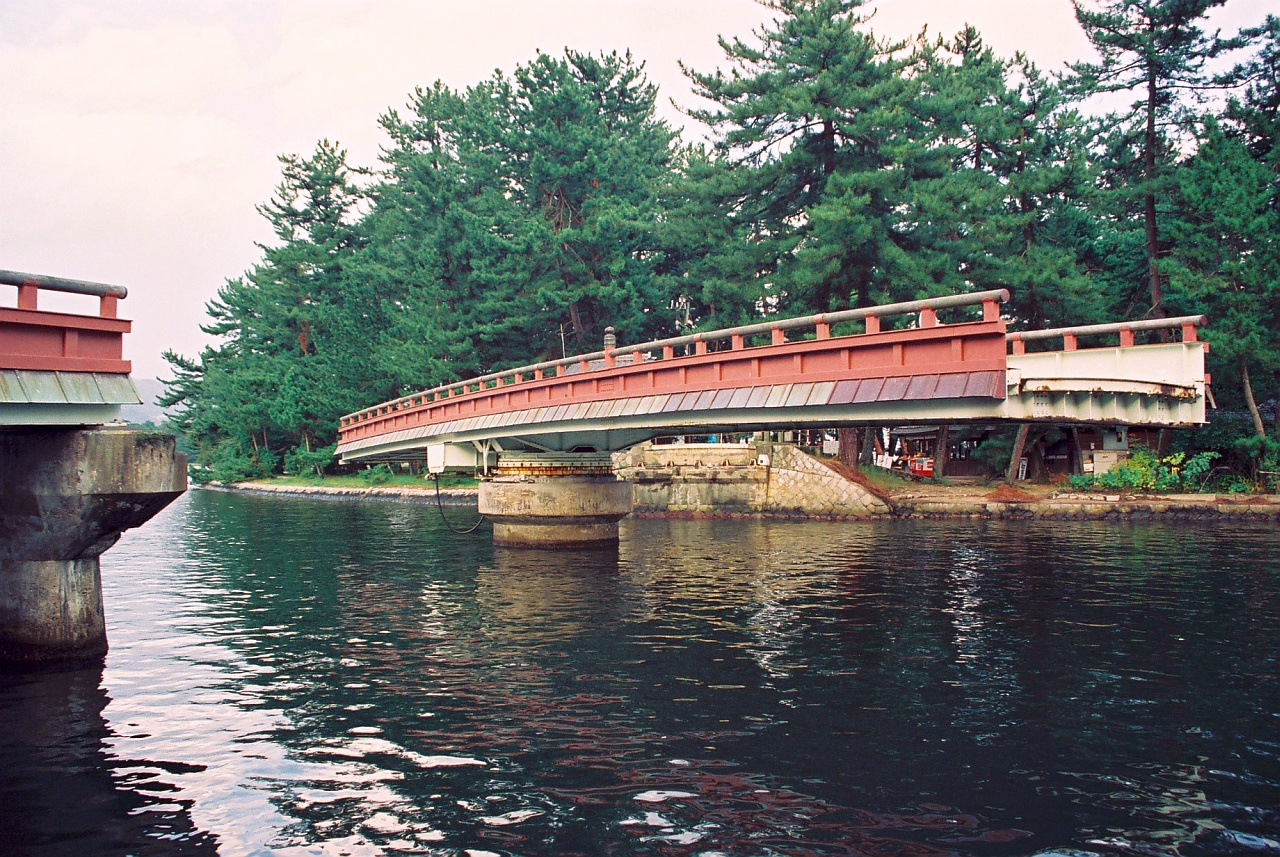
小天橋（廻旋橋）

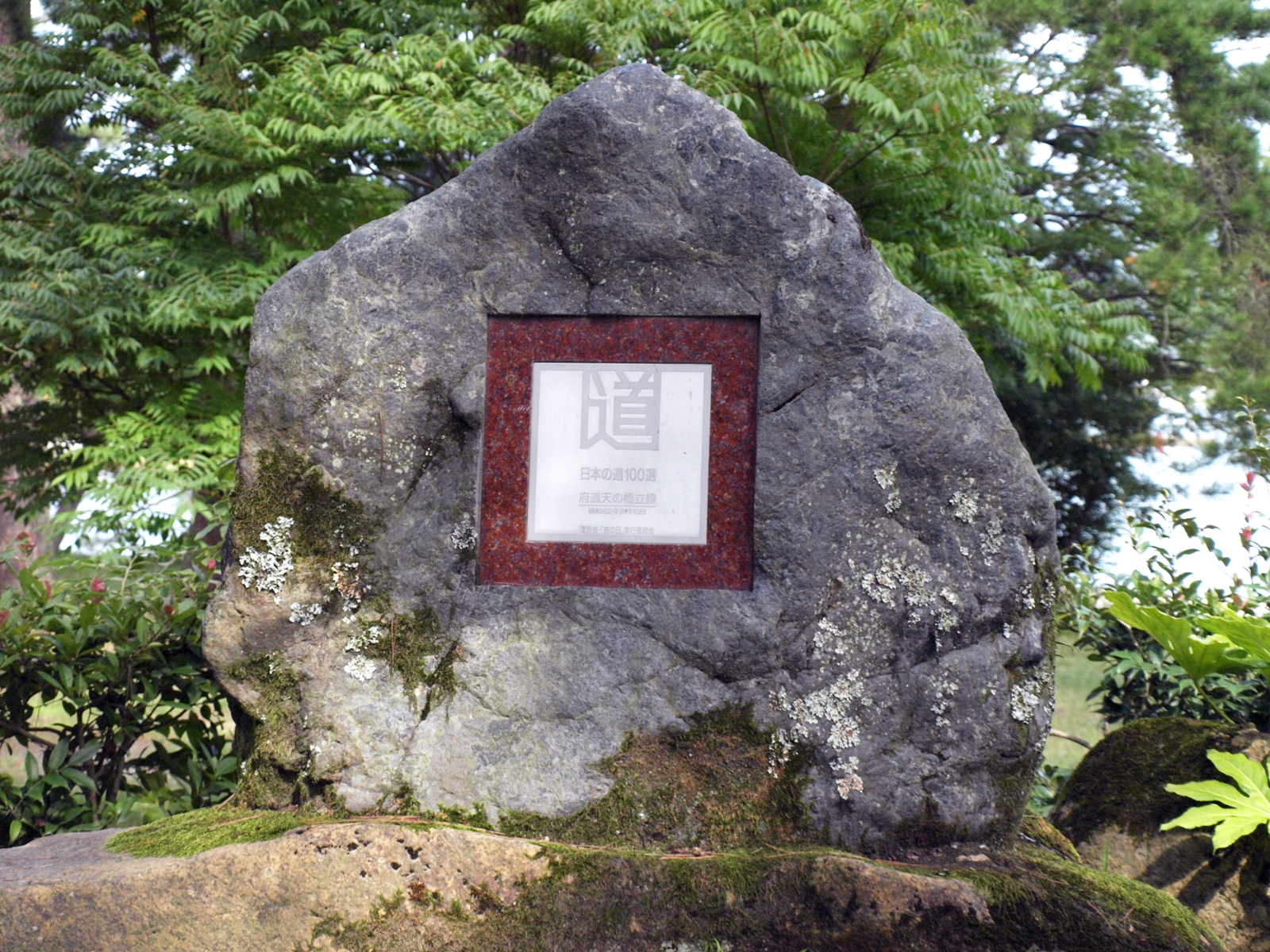
日本の道100選顕彰碑

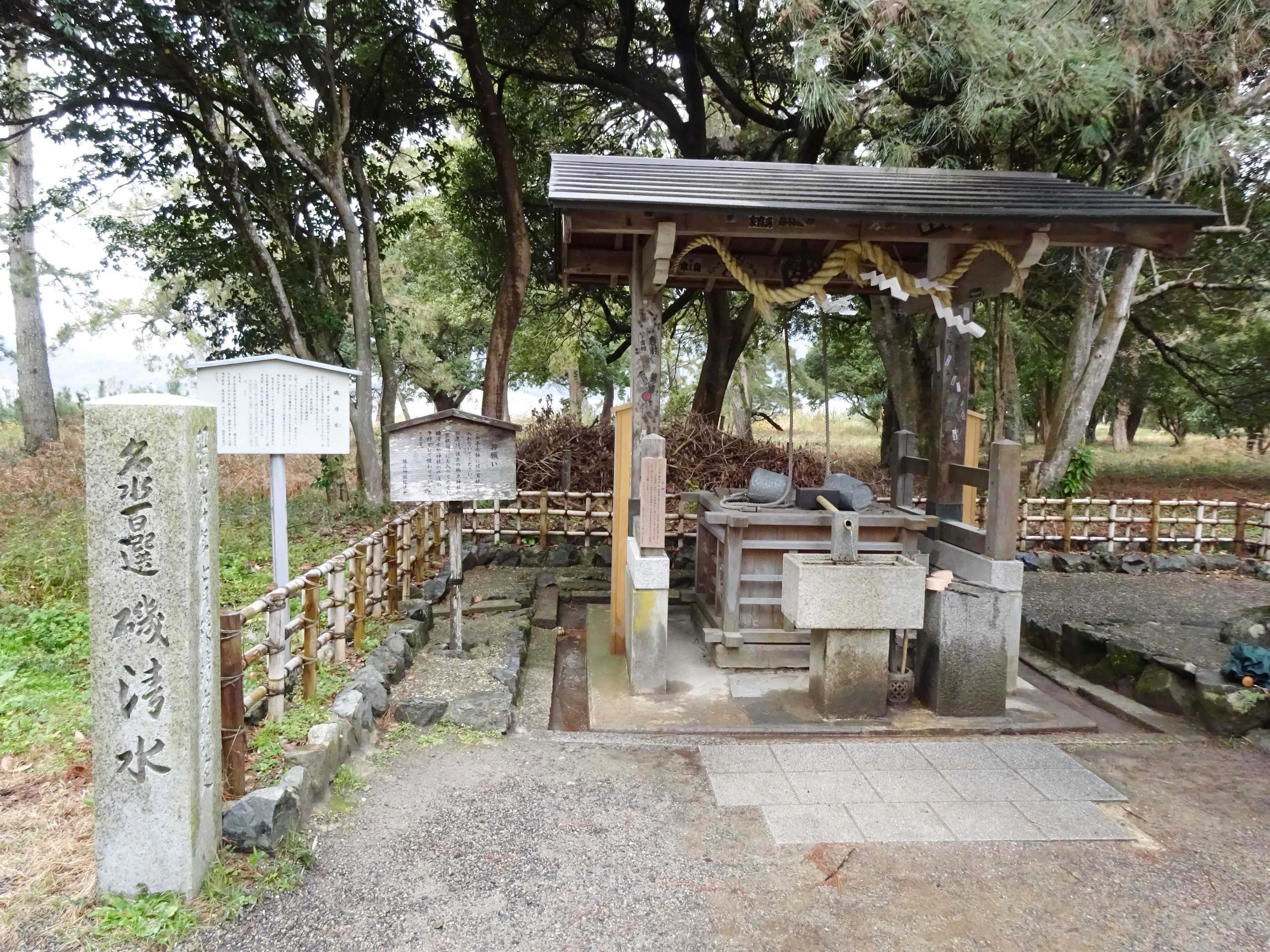
磯清水（名水百選）

起点付近は日本三文殊のひとつとされる智恩寺の門前町で、茶屋や土産物屋が軒を連ねる。沿線には大小約7000本ものクロマツの並木道が続き、中でも特徴的な姿形をした18本の松は、知恵の松、小女郎の松、千貫松、式部の松など名前が付けられている。途中には、周りが海に囲まれていながらも真水の湧水で、「日本の名水百選」の一つとして環境省の認定も受けた磯清水がある。また、白砂の砂浜としても著名な天橋立を形成する砂州には、ハマナスの群生地や海水浴場があり、時期になると花や海水浴を楽しむこともできる。

### 通過する自治体
- 京都府
宮津市

### 交差する道路
| 交差する道路                    | 交差する場所 | 交差する場所 |
| ------------------------------- | ------------ | ------------ |
| 京都府道・兵庫県道2号宮津養父線 | 字文珠       | 起点         |
| 京都府道802号田井大垣自転車道線 | 字文珠       |              |
| 国道178号 国道482号 重複        | 字大垣       | 終点         |

### 沿線
みどころ
- 山手通り（町並みアート）
- 知恵の輪灯籠
- 小天橋（廻旋橋）
- ハマナス群生地
- 与謝野寛・晶子夫妻の歌碑
- 岩見重太郎仇討の場
- アームストロング砲
- 磯清水（名水百選）
- 大正天皇御手植松
- 一里塚
- 千貫松
- 一声塚（芭蕉句碑）
- 夫婦松
- 双龍の松
- 船越の松

自然
- 若狭湾
- 阿蘇海

鉄道
- 北近畿タンゴ鉄道宮津線 天橋立駅
- 天橋立ケーブルカー
  - 傘松駅 - 府中駅

金融機関・郵便局
- 天橋立駅前郵便局

神社・仏閣
- 智恩寺（切戸の文殊・知恵の文殊）
- 天橋立神社
- 籠神社（元伊勢神社）

余暇・観光
- 天橋立ビューランド（飛龍観）
- 観光船乗場
- 天橋立海水浴場
- 府中海水浴場
- 傘松公園（股のぞき）